# Ozodicera biaculeata
Ozodicera biaculeata är en tvåvingeart som beskrevs av Alexander 1954. Ozodicera biaculeata ingår i släktet Ozodicera och familjen storharkrankar.
Artens utbredningsområde är Peru. Inga underarter finns listade i Catalogue of Life.